# Ercheia styx
Ercheia styx är en fjärilsart som beskrevs av George Thomas Bethune-Baker 1906. Ercheia styx ingår i släktet Ercheia och familjen nattflyn. Inga underarter finns listade i Catalogue of Life.